# غراموتينو (كيميروفو)
غراموتينو (بالروسية: Грамотеино) هي مدينة في مقاطعة كيميروفو أوبلاست في روسيا.
يبلغ عدد سكانها حوالي 14193   نسمة.